# Ricardinho (Fußballspieler, September 1989)
Ricardinho, bürgerlich Ricardo Cavalcante Mendes (* 4. September 1989 in Santo André, São Paulo), ist ein brasilianischer Fußballspieler. Er spielt im Mittelfeld vorzugsweise als Flügelspieler oder offensiver Mittelfeldspieler.

## Karriere
Ricardinho spielte bis Ende 2007 in der Jugend des brasilianischen Zweitligisten EC Santo André. Zeitgleich mit dem Aufstieg der ersten Mannschaft Anfang 2008 in die Série A gelang Ricardinho der Sprung in diese. In der Saison 2008 und 2009 kam Ricardinho je zu einem Einsatz in der Série A. Ende Juni 2009 bekam er die Möglichkeit ein Probetraining beim deutschen Zweitligisten 1. FC Union Berlin zu absolvieren, da seine Transferrechte beim damaligen Sponsor der Union International Sport Promotion  lagen. Jedoch sah Union von einer Verpflichtung ab. Im Januar 2010 wurde er dann erst für vier Monate an Mogi Mirim EC ausgeliehen und dann fest von diesem verpflichtet.
Im Februar 2011 bestritt Ricardinho ein einwöchiges Probetraining beim polnischen Zweitligisten GKS Bogdanka Łęczna. Ende des Monats wurde er dann von Bogdanka Łęczna ablösefrei verpflichtet, wo er einen Vertrag bis zum Ende der Saison 2010/11 unterschrieb. In der Rückrunde wurde er ein wichtiger Bestandteil der Mannschaft und erzielte in sechzehn Spielen fünf Tore.
Nach dem Ende der Saison 2010/11 verließ Ricardinho Bogdanka Łęczna und wechselte zum Ligakonkurrenten Wisła Płock, wo er einen Einjahresvertrag unterschrieb. Auch dort wurde er auf Anhieb Stammspieler und erzielte in der Hinrunde schon in neunzehn Spielen fünf Tore. Ende Januar wurde er dann vom Schweizer Erstligisten FC Zürich zu einem Probetraining eingeladen und kam auch in einem Testspiel zum Einsatz. Jedoch wurde er nicht verpflichtet. In der Rückrunde 2011/12 blühte Ricardinho noch einmal auf und erzielte in vierzehn Spielen sieben Tore. Trotzdem konnte er den Abstieg von Wisła Płock nicht verhindern.
Während der Sommerpause 2012 reiste Ricardinho mit dem polnischen Erstligisten Lechia Gdańsk ins Trainingslager und konnte sich für eine Verpflichtung empfehlen. Er unterschrieb einen Dreijahresvertrag bis Ende Juni 2015.
Zur Saison 2013/14 wurde er vom moldauischen Erstligisten Sheriff Tiraspol verpflichtet. Im Januar 2016 wechselte er für ein halbes Jahr zu al-Schardscha in die Vereinigten Arabischen Emirate, ehe er für eine weitere Saison nach Tiraspol zurückkehrte. Im Sommer 2017 gab der serbische Verein Roter Stern Belgrad die Verpflichtung des Mittelfeldspielers bekannt.
Nach weiteren Stationen in Russland (FK Tosno), den Vereinigten Arabischen Emiraten (Khor Fakkan Club) und Polen (ŁKS Łódź) war Ricardinho in der zweiten Jahreshälfte 2022 und Anfang 2023 zunächst vereinslos, bis er am 1. März 2023 zu seinem ehemaligen Klub Sheriff Tiraspol zurückkehrte.

## Erfolge
- Moldauischer Meister: 2014, 2016, 2017, 2023
- Moldauischer Pokalsieger: 2015, 2017, 2023
- Torschützenkönig Divizia Națională: 2015, 2017